# صندلی آدیرونداک

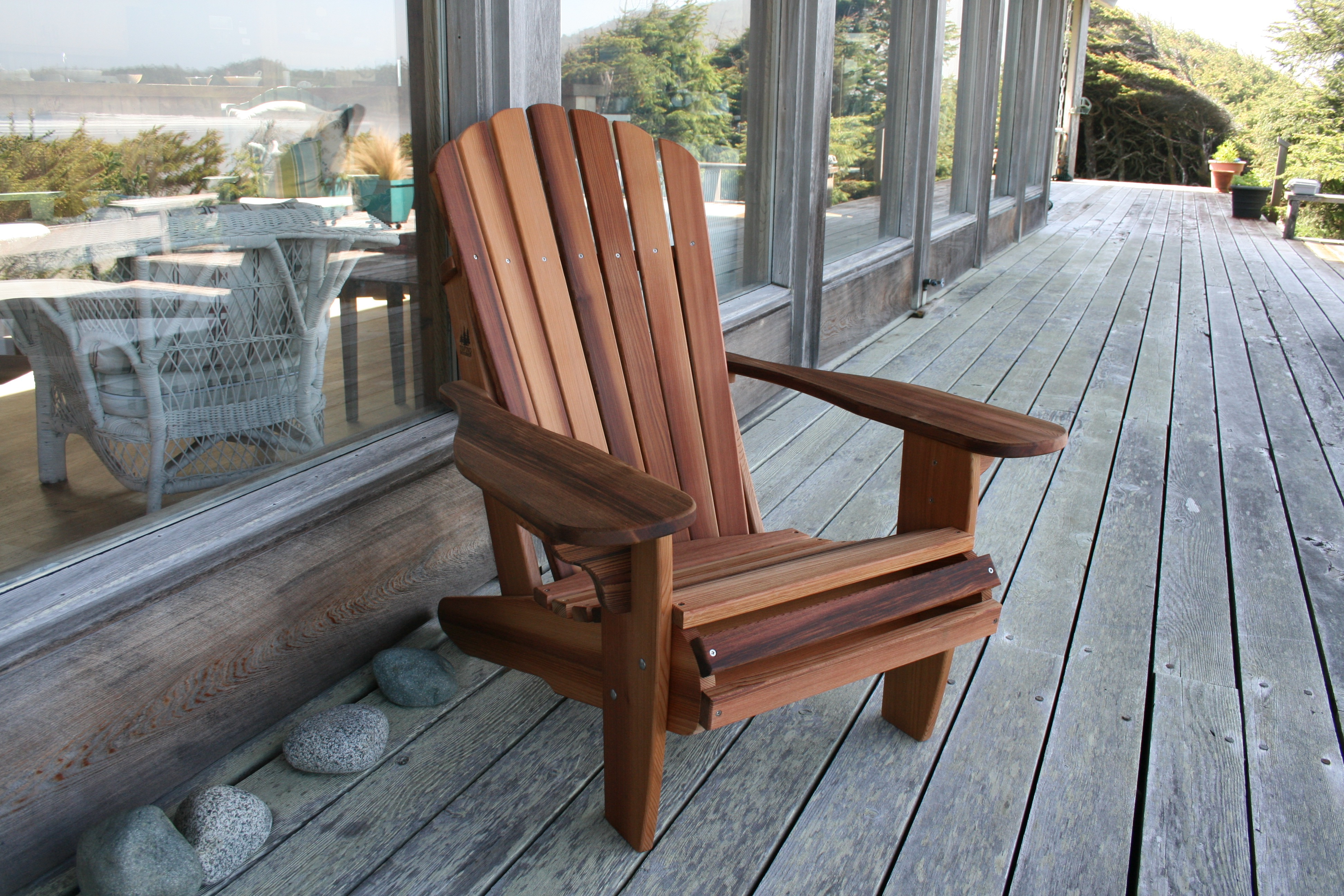
صندلی پشت منحنی مدرن در توفینو

صندلی آدیرونداک (به انگلیسی: Adirondack Chair) یک صندلی استراحت در فضای باز با تکیه‌گاه‌های باز، پشتی باریک بلند و نشیمنی که در جلو بلندتر از پشت است. نام آن به کوه‌های آدیرونداک اشاره دارد.
این صندلی توسط توماس لی بین سال‌های ۱۹۰۰ تا ۱۹۰۳ میلادی در وست‌پورت، نیویورک اختراع شد، اما توسط دوستش هری سی. بانل، که برخی از تغییرات جزئی را برای مناسب‌تر کردن گذران دورۀ نقاهت به آن اضافه کرد، به ثبت رسید. صندلی‌ها در آسایشگاه‌های سل مجاور رایج شدند، جایی که به دلیل روشی که تکیه‌گاه‌ها به باز کردن سینۀ فرد نشسته کمک می‌کنند، مورد توجه قرار گرفتند. صندلی لی-بانل، با این حال، یک قطعۀ تکی برای پشتی صندلی داشت، و در سال ۱۹۳۸ میلادی بود که پشتی بادبزنی-شکل با دنده‌ها توسط ایروینگ ولپین جایگزین و به ثبت رسید.
صندلی‌های آدیرونداک در حال حاضر اغلب با قالب‌گیری تزریقی ساخته می‌شوند و می‌توانند هر شکلی داشته باشند. از دههٔ ۱۹۸۰ میلادی، آن‌ها گاهی اوقات در کانادا به عنوان صندلی‌های موسکوکا به بازار عرضه می‌شوند، علیرغم این واقعیت که این طرح از موسکوکا نشأت گرفته‌ است.